# Claude Helffer
Claude Helffer (ur. 18 czerwca 1922 w Paryżu, zm. 27 października 2004) – pianista francuski.
Był uczniem Roberta Casadesusa (od 1939), później René Leibowitza (harmonia, kontrapunkt i kompozycja, 1944–1946); jednocześnie studiował na paryskiej politechnice. W 1948 w Paryżu debiutował jako koncertujący pianista. Odnosił sukcesy na estradach europejskich i amerykańskich, odbył tournée po Ameryce Południowej (1962), USA i Kanadzie (1966), występował również w ZSRR (1968).
Zasłynął m.in. interpretacją Koncertu fortepianowego Bartóka w Londynie (1971, dyrygował Pierre Boulez). Nagrał płyty m.in. z kompletem utworów solowych Debussy'ego i Ravela oraz I i III Sonatę Bouleza. Jako pierwszy we Francji wykonywał utwory Kazimierza Serockiego.
Źródła:
- Encyklopedia muzyczna PWM. Część biograficzna, tom 4, Kraków 1993